# Deraeocoris nigritulus
Deraeocoris nigritulus är en insektsart som beskrevs av Knight 1921. Deraeocoris nigritulus ingår i släktet Deraeocoris och familjen ängsskinnbaggar. Inga underarter finns listade i Catalogue of Life.